# Alcamenes (geslacht)
Alcamenes is een geslacht van rechtvleugeligen uit de familie Romaleidae. De wetenschappelijke naam van dit geslacht is voor het eerst geldig gepubliceerd in 1878 door Stål.

## Soorten
Het geslacht Alcamenes omvat de volgende soorten:
- Alcamenes brevicollis Stål, 1878
- Alcamenes clarazianus Pictet & Saussure, 1887
- Alcamenes granulatus Stål, 1875